# Macaranga assas
Macaranga assas là một loài thực vật có hoa trong họ Đại kích. Loài này được Amougou mô tả khoa học đầu tiên năm 1990.